# فرهنگ لغت قرون وسطی

ضمیمه نخست فرهنگ لغت قرون وسطی (۲۰۰۴)

فرهنگ لغت قرون وسطی (انگلیسی: Dictionary of the Middle Ages)، فرهنگ لغتی‌ست ۱۳ جلدی در رابطه با قرون وسطی که توسط شورای  آمریکایی آموزش جوامع بین سال‌های ۱۹۸۲ تا ۱۹۸۹ منتشر شده است. اولین اقدام برای نگارش این فرهنگ لغت از سال ۱۹۷۵ با همیاری و همکاری مورخان قرون وسطی همچون جوزف استرایر به‌عنوان سردبیر آغاز گشت. و نخستین ضمیمه آن نیز تحت هدایت ویلیام چستر جردن در سال ۲۰۰۳ بدان افزوده شد.